# Tiago Scheuer
Tiago Scheuer (Jaraguá do Sul, 16 de maio de 1983) é um jornalista brasileiro.
Ganhou notoriedade por atuar como repórter para a TV Globo São Paulo e por apresentar blocos de meteorologia nos telejornais da emissora.

## Biografia
Começou a carreira estagiando na rádio e TV Univali, emissora pertencente à Universidade do Vale do Itajaí. Na Univali, formou-se em Comunicação Social - Jornalismo em 2005. 
Em 2006 passou a atuar na reportagem da TV Record Itajaí (atual NDTV Itajaí), inicialmente cobrindo notícias gerais, posteriormente focando na pauta esportiva.
No começo de 2008, transfere-se para a RICTV Florianópolis (atual NDTV Florianópolis). Scheuer permaneceu na RIC até 2010, quando pediu demissão e passou a morar na Alemanha, quando virou estagiário na rede de televisão Deutsche Welle.
Retornou ao Brasil em 2011, atuando na RBS TV Florianópolis (atual NSC TV Florianópolis). Quatro meses depois, passou a compor a equipe da GloboNews e, em seguida, migrou para a TV Globo São Paulo, onde passou a produzir reportagens para todos os telejornais. Em maio, passou a comandar, eventualmente, a previsão do tempo do Hora Um da Notícia, aparecendo nos demais telejornais posteriormente.
Sobre vida pessoal, em 2024 virou notícia ao revelar que foi diagnosticado com herpes-zóster, uma reativação do vírus da catapora. 